# Manfrone
Manfrone (o Manfroni, Manfron), antica nobile famiglia romagnola. Un ramo della famiglia si trapiantò a Schio, dove possedevano proprietà concesse loro dalla Serenissima, assieme alla cittadinanza vicentina. I Manfrone figurano tra i condottieri  più noti al servizio di Venezia dal 1494 al 1527. 
Capostipite della famiglia fu Domenico Manfrone (XIV secolo).

## Manfroni di Cles
L'imperatore Francesco Giuseppe nel 1855 concesse ad Antonio Manfroni (1793-?) e ai suoi discendenti l'uso dello stemma. La famiglia chiese l'iscrizione nel Libro d'oro della nobiltà italiana con il titolo di nobile.

## Manfroni di Manfort (Parma)

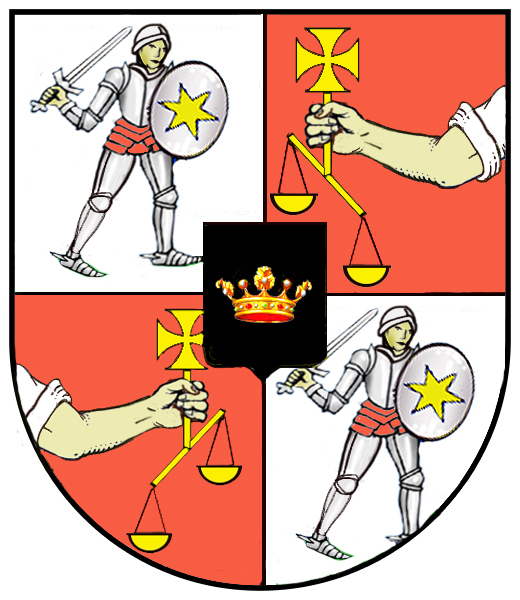
Stemma Manfroni di Manfort

Nel 1726 l'imperatore Carlo VI d'Asburgo concesse ad alcuni componenti della famiglia l'utilizzo dello stemma con il titolo di cavaliere e col diritto di chiamarsi Manfroni nobili di Manfort. La famiglia risultava iscritta all'Elenco ufficiale della nobiltà italiana.

## Manfroni di Caldes

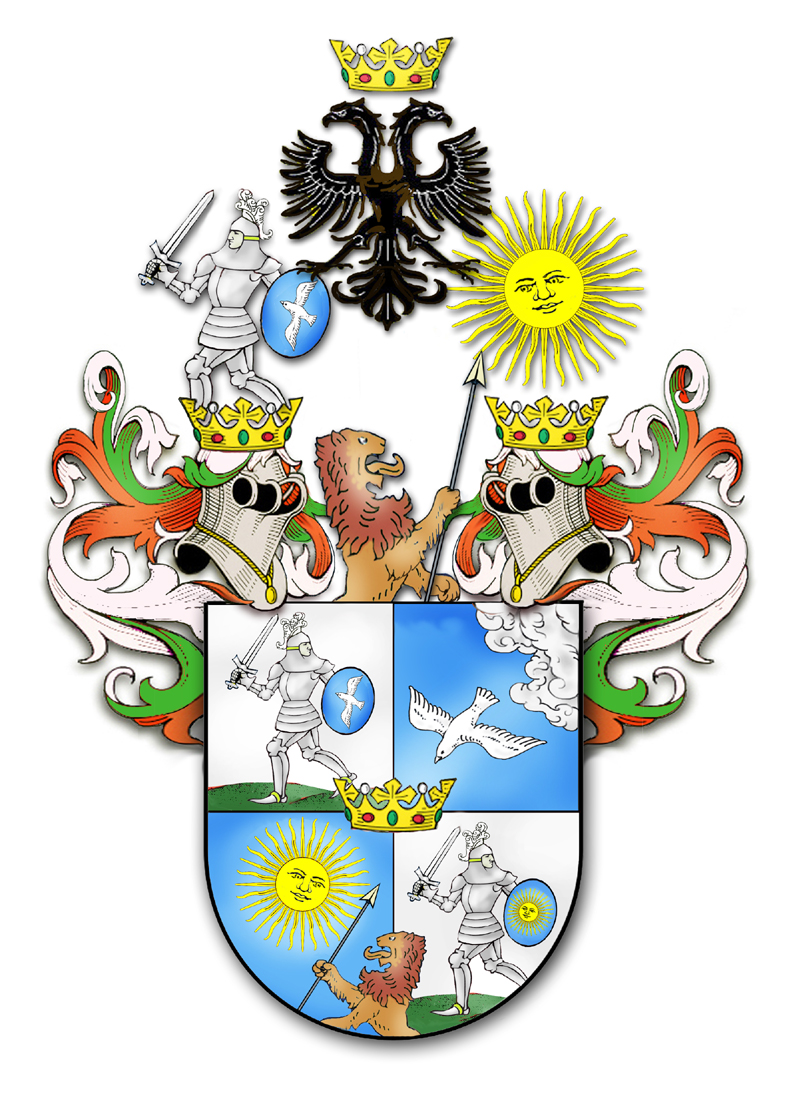
Stemma Manfroni di Caldes

Notizie storiche conducono ad una famiglia Manfron di Caldes, in Val di Sole, che fiorì nel XVI secolo e della quale però non esiste documentazione di derivazione dai Manfrone della Romagna. Dimora dei nobili fu Castel Caldes, già dimora dei conti Thun. Nel 1554 l'imperatore Ferdinando I d'Asburgo riconobbe alla famiglia i titoli nobiliari.

## Componenti illustri

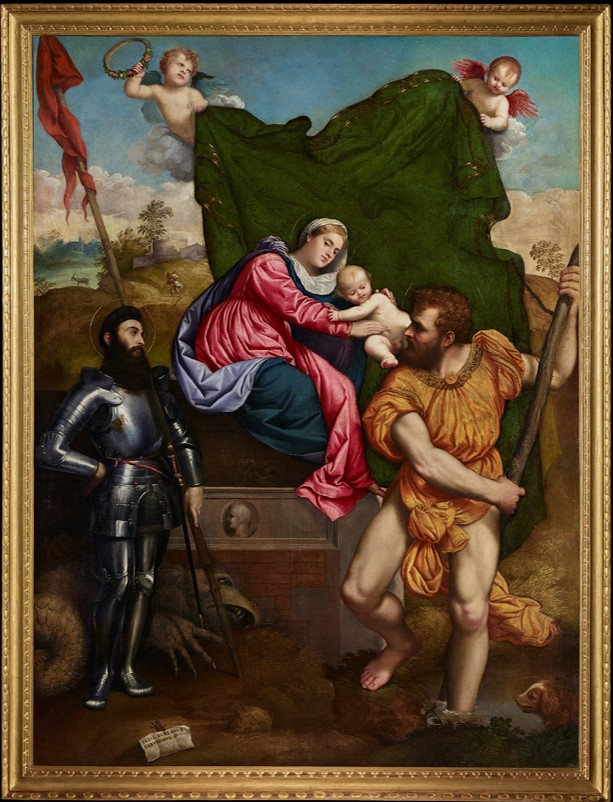
Paris Bordon, Miracolo di San Cristoforo. Le fattezze di San Giorgio sono quelle di Giulio Manfrone. XVI secolo.

- Giovanni Antonio Manfrone (?-1485), sposò Giacoma Malatesta (?-1495)
- Giampaolo Manfrone (1441-1527), detto "Fortebraccio", figlio di Giovanni Antonio, condottiero
- Alessandro Manfrone (XV secolo), condottiero, figlio di Giovanni Antonio
- Gerolamo Manfrone (XV secolo), condottiero, figlio di Giovanni Antonio
- Giulio Manfrone (1490-1526), figlio di Giampaolo, condottiero
- Domicilla Manfrone (XV secolo), sorella di Giulio, fondò il monastero di Santa Maria Nova e il monastero del Corpus Domini a Vicenza
- Giampaolo Manfrone (1523-1552), figlio di Giulio, condottiero, sposò Lucrezia Gonzaga (1522-1576)
- Isabella Manfrone (XVI secolo), figlia di Giampaolo, sposò Fabio Pepoli di Bologna.
- Moritz Manfroni von Manfort (1832-1899), ammiraglio
- Alvise Manfroni di Manfort (Verona, 1874-?), giornalista[6]